# Минина, Виолетта Владимировна
Виоле́тта Владими́ровна Ми́нина (род. 17 декабря 1969, г. Тула) — российская писательница, переводчица, журналистка, член Союза писателей России, член Союза детских и юношеских писателей, член Международной гильдии писателей (МГП/IGW).

## Биография
Родилась в г. Тула в семье актрисы Тульского ТЮЗа Стенно (Ипатовой) Тамары Петровны и Ипатова Владимира Алексеевича.
В 1971 семья переезжает в г. Пермь, где прошли детство и юность. Окончила школу № 7.
С 1996 года живёт и работает в г. Санкт-Петербурге.

## Семья
Мать — Стенно (Ипатова) Тамара Петровна, актриса.
Отец — Ипатов Владимир Алексеевич.
Младший брат — Константин.
Замужем. Имеет двоих сыновей.

## Образование
- В 1987 г. поступила в Пермский государственный университет им. Горького на факультет филологии.
- 1994 год — окончила его по специальности романо-германские языки и зарубежная литература.
  - Диплом «Неологизмы в произведениях Льюиса Кэрролла», руководитель Мурзин Л. Н.
- Написала диссертацию на тему «Ренессансные реминисценции в поэзии Джона Китса» (2005, научный руководитель Проскурнин Б. М.).
- 2007 год — получила второе образование: «психолог-консультант в гештальт-подходе» (Санкт-Петербургский институт гештальта, выпуск 2007 г).
- 2013 год — выпускница курсов «Мастер Текста» (издательство «Астрель-СПб», издательство АСТ).

### Книги автора
- Проективный рисунок в гештальте (в метафоре животного). — СПб: Речь, 2010. — 96 с.[1]
- Дом для Потеряшки, или рождественская история. — Москва: Старый Парк, 2018. — 32 с. — Иллюстрации Анастасии Ладатко[2].
- Сказки Радуги и Солнца. — Германия: Stella, 2020. — 32 с. — Иллюстрации Валерии Султанмуратовой[3].

### Переводы
- Ле Гуин Урсула. Крылатые кошки. Илл. С. Д. Шиндлера. — М.: Карьера Пресс, 2014 — 48 с. (доп. тираж: 2016, 2017, 2018)[4]
- Ле Гуин Урсула. Крылатые кошки возвращаются. Илл. С. Д. Шиндлера. — М.: Карьера Пресс, 2015 — 56 с. (доп. тираж: 2016, 2017, 2018)[5]
- Ле Гуин Урсула. Удивительный Александр и крылатые кошки. — М.: Карьера Пресс, 2018 — 48 с. Иллюстрации С. Д. Шиндлера[6]
- Ле Гуин Урсула. Джейн сама по себе. — М.: Карьера Пресс, 2018 — 48 с. Иллюстрации С. Д. Шиндлера[7]
- Джек Чеберт. Школа Жуткинса. Шкафчик съел Люси! / Ил.: Сэм Рикс. — М.: АСТ, 2019. — 96 с. (Школа Жуткинса, книги 2-я)[8].
- Джек Чеберт. Школа Жуткинса. Джунгли на перемене! / Ил.: Сэм Рикс. — М.: АСТ, 2019. — 96 с. (Школа Жуткинса, книги 3-я)[9].
- Дастин Брэйди. В ловушке видеоигры. Загрузка. — М.: АСТ, 2019. — 144 с.: ил.: Александр Левченко. — (Ловушка для Геймера)[10].
- Дастин Брэйди. В ловушке видеоигры. Апгрейд. — М.: АСТ, 2019. — 160 с.: ил.: Александр Левченко. — (Ловушка для Геймера)[11].
- Ури Шулевиц. Шанс. Побег от холокоста. — М.: Карьера Пресс, 2022. — 336 с.: ил.: Ури Шулевиц[12].

### Сборники, альманахи, журналы

#### Проза
- Волшебный художник[13]
- Рождественская история[14]
- Советы бабушки-черепахи (сказка)[15]
- Прощай, Сыроежкин / Русский Stil 2014. Альманах современных русских авторов. — Германия: STELLA, N 8 — 2014—262 с. — С.117-122.
- Муки Корнелия / Собачий остров. Dog’s ISLAND. Журнал благотворительного фонда помощи бездомным животным «Верность», N ? (?), 2015. — 42 c. — С. ?-?.
- Ирочка / Созвучье муз. Литературный альманах. — Германия: STELLA, 2015. — 304 с. — С.234-238.
- Муки Корнелия / Святая простота: [юмористические рассказы]. — Южно-Сахалинск: ОАО «Сахалинская областная типография», 2015. — 320 с. — С. 171—177.
- Муки Корнелия / Путь дружбы. Литературный альманах. Международная Гильдия Писателей — Закавказье. — Германия: STELLA, 2016. — 248 с. — С.105-111.
- Хорошо живете? Вам привет от тёти / Крестовый перевал. Литературный альманах. Международная Гильдия Писателей — Грузия. — Германия: STELLA, 2016. — 228 с. — С.49-60.
- Ларискины и Тайна перевёрнутой пирамиды / Матюшкина Катя и друзья. — Москва: АСТ, 2016. — 139, [3] с.: ил. — (Прикольный детектив). (изд. 2-е 2019)
- Прощай, Сыроежкин / О любви. Истории и рассказы. Народная книга. — Москва: АСТ, 2016. — 447 с. — (Народная книга). — С. 168—175.
- Сказка про Звездочёта и его счастливую Звезду/ Сказка про маленькую Лошадку и большую Мечту / Зубрёнок. Литературный альманах. Приложение к газете «Литературный Петербург». — Санкт-Петербург: ИД «Автоветрина», N 9 — 2017. — 72 с. — С. 29-31. [Стихи, сказки и рассказы для детей]
- Стрелка / Барабан Страдивари. Литературный альманах по итогам конкурсов, проведенных в рамках культурологического марафона Марокко-Израиль 2016—2017 гг. — Германия: STELLA, 2017—205 с. — С.98-102.
- Про Кобеля / Малая вселенная. Проза — Санкт-Петербург: Северо-Запад, 2017. — 152 с. — С. 113—115. — [Серия «ПЕТРАЭРД», Вып. 47]
- Шонька / Мурмуары. Жизнь замечательных котов/ Сборник, — Санкт-Петербург: Северо-Запад, 2017. — 256 с. — С. 29-34. — [Серия «ПЕТРАЭРД», Вып. 51]
- Ла Льорона — «Плачущая» (мексиканская сказка) / Обернись, человек! Проза и стихи, — Санкт-Петербург: Северо-Запад, 2018. — 176 с. — С. 67-69. — [Серия «ПЕТРАЭРД»]
- Про любовь (Ещё раз про Любоff; Как провожают поезда; Какая она, Любовь?) / Катина роща/ Под небом Грузии — литературный альманах избранных произведений современных авторов. — Германия: STELLA, 2018. — 228 с. — С.94-98, 99-104.
- Катина роща / О бабушках и дедушках. Истории и рассказы. — М.: АСТ, 2018. — 472 с. — С. 145—154.
- Сказка о волшебных часах / Зубрёнок. Литературный альманах. Приложение к газете «Литературный Петербург». — Санкт-Петербург: ИД «Автоветрина», N 10 — 2018. — 72 с. — С. 12-15. [Стихи, сказки и рассказы для детей]
- Проклятие Кеталь-Буана. Избранная. / Кадиллаки и динозавры. (Истории, рождённые Марком Шульцем). Проза и поэзия/ Сборник. — СПб.: ТОЙ, Северо-Запад, 2019. — 400 с. — С. 330—339.
- О хранителе Олофе, ключе мудрости и девушке Кайле / Блиц-интервью / Несебрианские хроники. Литературный альманах. Выпущено при содействии Международной гильдии писателей (International Guild of Writers). — STELLA, Германия, 2019. — 166 с. — С. 128—130, С. 171.
- Дорогая Виля / Преображение. Литературный альманах современных авторов. — STELLA, Германия, 2020. — 145 с. — С. 142—143.
- Про Марусю Лисичкину и волшебные волосы / Зубрёнок. Литературный альманах. Приложение к газете «Литературный Петербург». — Санкт-Петербург: ИД «Автоветрина», N 13 — 2022. — 64 с. — С. 60-61. [Стихи, сказки и рассказы для детей]

#### Поэзия
- Зимы хрустальный голос/ Личная жизнь. Журнал. — СПб, N 7, 2008. — 28 с. — С. 2.
- Дева моря/ Личная жизнь. Журнал. — СПб, N 8, 2009. — 28 с. — С. 2.
- Стихи для детей (Белый город. Мой щенок)/ Русский Stil 2013. Альманах современных русских авторов. — Германия: STELLA, N 7 — 2013—260 с. — С.100-101.
- Лирика. (Листья вальсируют. Зимы хрустальный голос) / Земля, вода, огонь и воздух. — Санкт-Петербург, Северо-Запад, 2016. — 246 с. — С. 136.
- Лимерики/ Россыпью жемчужин. Поэзия — Санкт-Петербург: Северо-Запад, 2017. — 113 с. — С. 92-94 [Серия «ПЕТРАЭРД», Вып. 48]
- Культурная киска/ Белый город/ Мурмуары. Жизнь замечательных котов/ Сборник, — Санкт-Петербург: Северо-Запад, 2017. — 256 с. — С. 35-36. — [Серия «ПЕТРАЭРД», Вып. 51]
- Дева моря (старинная легенда) / Обернись, человек! Проза и стихи, — Санкт-Петербург: Северо-Запад, 2018. — 176 с. — С. 65-66. — [Серия «ПЕТРАЭРД»]
- Тёмная лирика. (Миражи. Молитва. Предречение)/ Серебряный дым. (Истории, рождённые Калутой). Проза и поэзия/ Сборник. — СПб.: ТОЙ, Северо-Запад, 2021. — 452 с. — С. 142—145.

#### Проза/Поэзия (электронные версии)
- Белый стих (Стихи)/ УЛИТКА. Электронный иллюстрированный литературный альманах для детей Международной Гильдии Писателей. — Бельгия: № 1 (Весна 2014). — 40 с. — С. 37
- Город Всёнаоборот (Стихи)/ УЛИТКА. Электронный иллюстрированный литературный альманах для детей Международной Гильдии Писателей. — Бельгия: № 2 (Лето 2014). — 48 с. — С. 44-45
- Рождественская история (Сказка)/ УЛИТКА. Электронный иллюстрированный литературный альманах для детей Международной Гильдии Писателей. — Бельгия: № 4 (Зима 2014). — 104 с. — С. 60-67
- Ресторанчик «У Катюши» (Стихи)/ УЛИТКА. Электронный иллюстрированный литературный альманах для детей Международной Гильдии Писателей. — Бельгия: № 6 (Лето 2015). — 52 с. — С. 22-23
- Культурная киска/Мой щенок (Стихи)/ УЛИТКА. Электронный иллюстрированный литературный альманах для детей Международной Гильдии Писателей. — Бельгия: № 7 (Осень 2015). — 80 с. — С. 19-21
- Парад (Стихи)/ УЛИТКА. Электронный иллюстрированный литературный альманах для детей Международной Гильдии Писателей. — Бельгия: № 10 (Лето 2016). — 66 с. — С. 64-65
- Про таксу Сосиску и кота Бориску. Сказка/ УЛИТКА. Электронный иллюстрированный литературный альманах для детей Международной Гильдии Писателей. — Бельгия: № 11 (Осень 2016). — 68 с. — С. 24-28
- Радужные облака. Сказка/УЛИТКА. Электронный иллюстрированный литературный альманах для детей Международной Гильдии Писателей. — Бельгия: № 13 (Весна 2017). — 72 с. — С. 52-59.
- Про лягушку Капу, и почему лягушки зелёные. Сказка/УЛИТКА. Электронный иллюстрированный литературный альманах для детей Международной Гильдии писателей. — Бельгия: № 15 (Осень 2017). — 72 с. — С. 44-51.
- Прощай, Сыроежкин! / В курсе — новости Воронежа и области. Светская жизнь. — 10 ноября 2019.

### Публицистика/Журналистика
- Гео-Гороскоп/ Сто дорог. Журнал о путешествиях. — СПб, N 5 (10). Лето-осень, 1998. — С.43-44.
- Мифы и традиции: «Большой Новый год»/ День весеннего равноденствия/ БОН ЖУР. Художественно-информационный журнал. N 1, (февраль-март), 2002. — 48 с. — С.43-47.
- Мифы и традиции: Свадьба. Два кольца — не простое украшение/ Анатомия ZOOM: Нос/ Петергоф. Малые забавы великого царя/ История аромата: EAU DU SOIR — О ДЮ СУАР/ БОН ЖУР. Художественно-информационный журнал. N 2, (апрель), 2002. — 56 с. — С.43-47.
- Мифы и традиции: «Праздник костров». Вальпургиева ночь. Огонь, вода и…/ Немножечко о кошечках/ Петербургский репортаж: Жил да был чёрный кот за углом/ Анатомия ZOOM: Стопы/ Талисманы автострад: Мерседес/ БОН ЖУР. Художественно-информационный журнал. N 3, (май/июнь), 2002. — 84 с. — С.60-73.
- Талисманы автострад: BMW/ Анатомия ZOOM: Живот — значит ЖИЗНЬ/ БОН ЖУР. Художественно-информационный журнал. N 4, (сентябрь), 2002. — 62 с. — С.37, 40-43.
- Быть ли «великому потопу»?/ Совершенно секретно. Версия в Питере. — СПб, N 50 (223), 23-29.12.2002 — С. 14.
- Секрет успеха: Интервью с певцом Сергеем Рогожиным/ Имена: Платон и платоническая любовь/ История домов и их обитателей: Авдотья Голицына — княгиня ночи / Личная жизнь. — СПб, N 2, 2007. — 28 с. — С. 4-5, 10-11, 14-15.
- Имена: История одной Снегурочки. Интервью с актрисой Натальей Паллин/ Иной взгляд: Раз в Крещенский вечерок девушки гадали/ Личная жизнь. — СПб, N 3, 2007. — 28 с. — С. 12-15.
- Имена: Интервью с психологом Татьяной Свердловой/ История обычных вещей: Свадьба? Свадьба… Свадьба! / Личная жизнь. — СПб, N 4, 2008. — 28 с. — С. 4-7.
- Секрет успеха: Интервью с музыкантом Максимом Леонидовым/ История обычных вещей: Шкатулка с секретом/ Имена: Александр Хочинский — человек мира!/ Женское такси: Интервью с Натальей Потехиной/ Личная жизнь. — СПб, N 5, 2008. — 28 с. — С. 4-5, 10-13, 19.
- История обычных вещей: Мир — театр, и все мы в нём… маски/ Имена: Певцы маскарадов/ Имена: Интервью с Борисом Петрушанским («Лицедеи»)/ Личная жизнь. — СПб, N 6, 2008. — 28 с. — С. 4-7, 12-13.
- Имена: Интервью с певицей Татьяной Булановой/ История обычных вещей: Голос сквозь времена/ Имена: Интервью с актёром и режиссёром Валерием Захарьевым/ Личная жизнь. — СПб, N 7, 2008. — 28 с. — С. 4-9, 12-15.
- История обычных вещей: Самые обыкновенные волшебные вещи/ Имена: Интервью с актёром Михаилом Боярским/ Секрет успеха: Интервью с психологом Татьяной Зинкевич-Евстигнеевой/ Личная жизнь. — СПб, N 8, 2009. — 28 с. — С. 8-9, 14-15, с 26-27.
- История обычных вещей: Площадка для шоу. «Хлеба и зрелищ!»/ Секрет успеха: Интервью с актёром Андреем Ургантом/ Интервью с радиоведущей Ириной Образцовой/ Имена: Гарри Гудини — человек-шоу/ Личная жизнь. — СПб, N 9, 2010. — 28 с. — С. 8-9, 14-17, с 26-27.
- Имена: Валдайские колокольчики. Царь-колокол/ Наша музыка: И песня звонкая лилась/ История обычных вещей: День колокольчика. В память об Окуджаве/ Секрет успеха: Интервью с карильонистом Йо Хаазеном/ Личная жизнь. — СПб, N 10, 2011. — 28 с. — С. 6-9, 11, −14-15.
- Очевидное — Невероятное: Сёстры Сазерленд. 7 восхитительных «Рапунцель»/ Имена: «Три сестры» Чехова/ Наша музыка: Сёстры Берри/ Секрет успеха: Интервью с сёстрами Еленой и Ириной Образцовыми/ Личная жизнь. — СПб, N 11, 2012. — 28 с. — С. 8-9, 14-15, 18-20.
- «Три сестры» Чехова. Иной взгляд/ Новый Ренессанс. Журнал Международной гильдии писателей. — Германия: STELLA, N 1 (11), 2013. — 34 с. — С. 32-33.
- Певцы маскарадов: Константин Сомов и Александр Блок/ Новый Ренессанс. Журнал Международной гильдии писателей. — Германия: STELLA, N 2 (12), 2013. — 34 с. — С. 17-18.
- Лицо: Елена Старикова. Интервью с модельером Еленой Стариковой/ Пермь. Собака. RU. — Москва-Пермь, апрель 2013. — 160 с. — С.26.
- Одиночество в большом городе. Интервью с художником Евгением Кустовым/ Priad. Стиль Жизни. Журнал. — СПб, апрель, 2013.
- Сёстры Образцовы/ Новый Ренессанс. Журнал Международной гильдии писателей. — Германия: STELLA, N 1 (19), 2015. — 34 с. — С. 27-28.
- Три жемчужины в ожерелье судьбы. Впечатления литературного туриста о Грузии, свежие и яркие, как молодое вино/ Новый Ренессанс. Журнал Международной гильдии писателей. — Германия: STELLA, N 3 (21), 2015. — 34 с. — С. 1-4.

### Иллюстрации/Графика
- Японская русалка Нингё / Иванова-Казас О. М. Мифологическая зоология. — СПб.: Филологический ф-т СПбГУ, 2004. — 254 с. — С. 139.
- Живопись и графика (Три работы в монотипии)/ Русский Stil 2016. Альманах современных русских авторов. — Германия: STELLA, N 10 — 2016—164 с. — С.100-101.
- Художники (Три портрета в графике)/ Писатели 21 века: Слово сквозь время и пространство. Литературный альманах. — Германия: STELLA, 2019. — 245 с. — С. 200—203.